# Седльці (гміна)
Гміна Седльце (пол. Gmina Siedlce) — сільська гміна у центральній Польщі. Належить до Седлецького повіту Мазовецького воєводства.
Станом на 31 грудня 2011 у гміні проживало 16946 осіб.

## Площа
Згідно з даними за 2007 рік площа гміни становила 141.54 км², у тому числі:
- орні землі: 78.00%
- ліси: 10.00%

Таким чином, площа гміни становить 8.83% площі повіту.

## Населення
Станом на 31 грудня 2011:
| Опис     | Загалом | Загалом | Чоловіки | Чоловіки | Жінки | Жінки |
| -------- | ------- | ------- | -------- | -------- | ----- | ----- |
| одиниця  | осіб    | %       | осіб     | %        | осіб  | %     |
| все      | 16946   | 100     | 8427     | 49.73    | 8519  | 50.27 |
| міське   | 0       | 100     | 0        |          | 0     |       |
| сільське | 16946   | 100     | 8427     | 49.73    | 8519  | 50.27 |

## Сусідні гміни
Гміна Седльце межує з такими гмінами: Вішнев, Збучин, Котунь, Мокободи, Морди, Скужець, Сухожебри.